# 華潤百貨
華潤百貨是香港昔日一家中國大陸國貨公司，為華潤零售集團的品牌，同時是華潤集團的成員，商品包括服裝、嬰兒用品、家庭日用品、皮鞋、皮具、文具用品、人參、鹿茸、中成藥、食品、珠寶、首飾、手工藝等。 
華潤亦曾經擁有中國國貨公司以及大華國貨有限公司，於1990年代併入華潤百貨。
中環、旺角、荃灣及銅鑼灣的分店分別於2002年3月、2003年、2003年5月1日及2004年6月1日結業，最後一間位於黃埔花園的分店亦已於2005年4月結業，集團改為經營中成藥連鎖店華潤堂。

## 昔日分店
- 銅鑼灣怡和街樂聲大廈（已結業）
- 中環皇后大道中僑商大廈（2002年3月結業）
- 荃灣南豐中心（原中國國貨，2003年結業）
- 旺角中心一期（原大華國貨，2003年5月1日結業）
- 軒尼詩道軒尼詩大廈（2004年6月1日結業）
- 紅磡黃埔花園（2005年4月結業）
- 土瓜灣欣榮花園（已結業）

## 外部参考
- https://web.archive.org/web/20060323150530/http://www.efu.com.cn/data/2005/2005-04-13/82344.shtml
- 華潤零售集團官方網址 （页面存档备份，存于）
- 1995年華潤百貨廣告 （页面存档备份，存于）

1. ↑   （页面存档备份，存于）華潤百貨特惠賠償(蘋果日報)
2. ↑   （页面存档备份，存于）旺角華潤百貨今起結業(蘋果日報)
3. ↑   （页面存档备份，存于）銅鑼灣華潤今結業顧客爭掃貨